# Regadiu

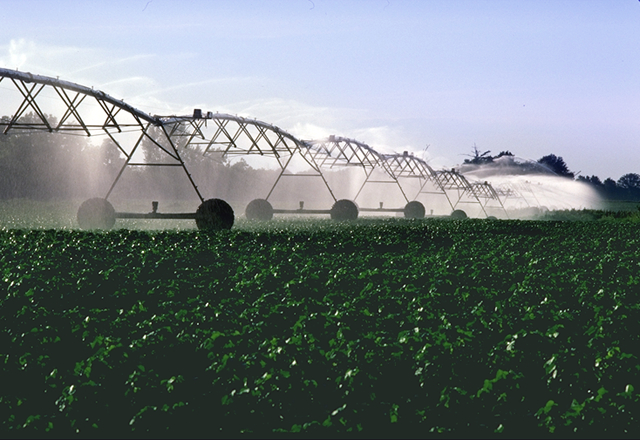
Regant un cultiu de cotó als Estats Units d'Amèrica

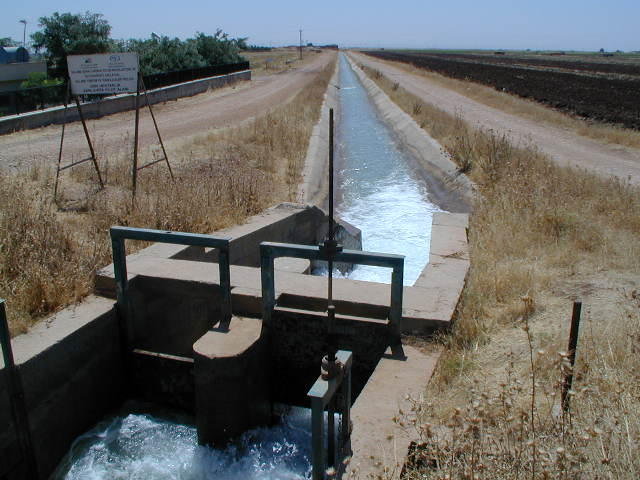
Canal de reg a Anatòlia

El regadiu és el terreny on s'aplica l'operació de proporcionar aigua a la terra per a afavorir l'òptim desenvolupament de les plantes que s'hi cultiven. L'objectiu de regar és augmentar la producció i permetre el desenvolupament normal de les plantes en cas de dèficit d'aigua induït per l'escassedat de les precipitacions, un drenatge excessiu (terres sorrenques) o per una baixa capa freàtica. El reg és particularment necessari en zones àrides mentre que en les que disposen d'humitat suficient es rega per assegurar uns rendiments constants. L'establiment d'una xarxa de drenatge acompanya sempre el grans regadius i aquests acostumen a ser obres públiques.
Segons dades de la FAO de l'any 2007 hi havia al món 277 milions d'hectàrees en regadiu sobre un total de 1537 milions d'hectàrees en cultiu. Malgrat representar només el 20% del total el regadiu proporcionava un 40% de la producció vegetal agrícola del món.
Als Països Catalans el regadiu ocupa unes 650.000 ha (equivalent a una superfície de 6.500 km² que és superior a la de la província de Girona). La major superfície de regadiu és al País Valencià amb 339.000 ha, seguida del Principat de Catalunya amb 275.000, la Catalunya del Nord amb 20.000 ha i les Illes Balears amb 18.000 Andorra compta amb unes 150 ha de regadiu.

## Fonts d'aigua

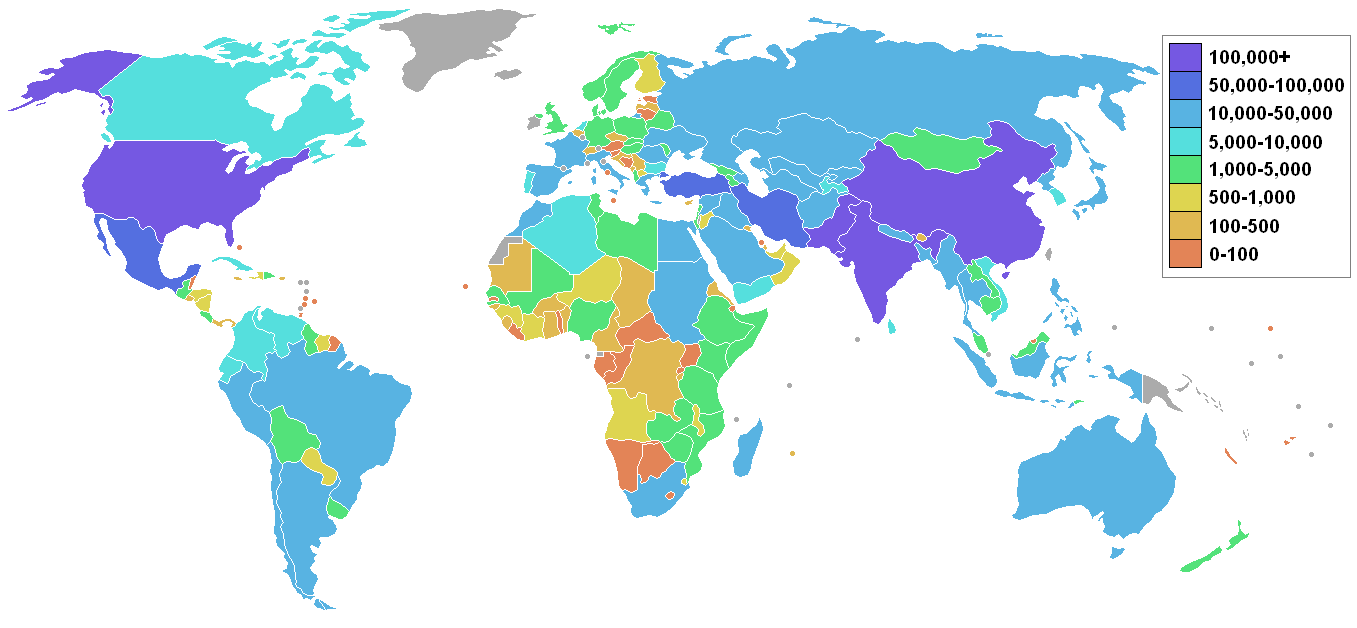
Superfície de regadiu per països

## Sistemes de reg

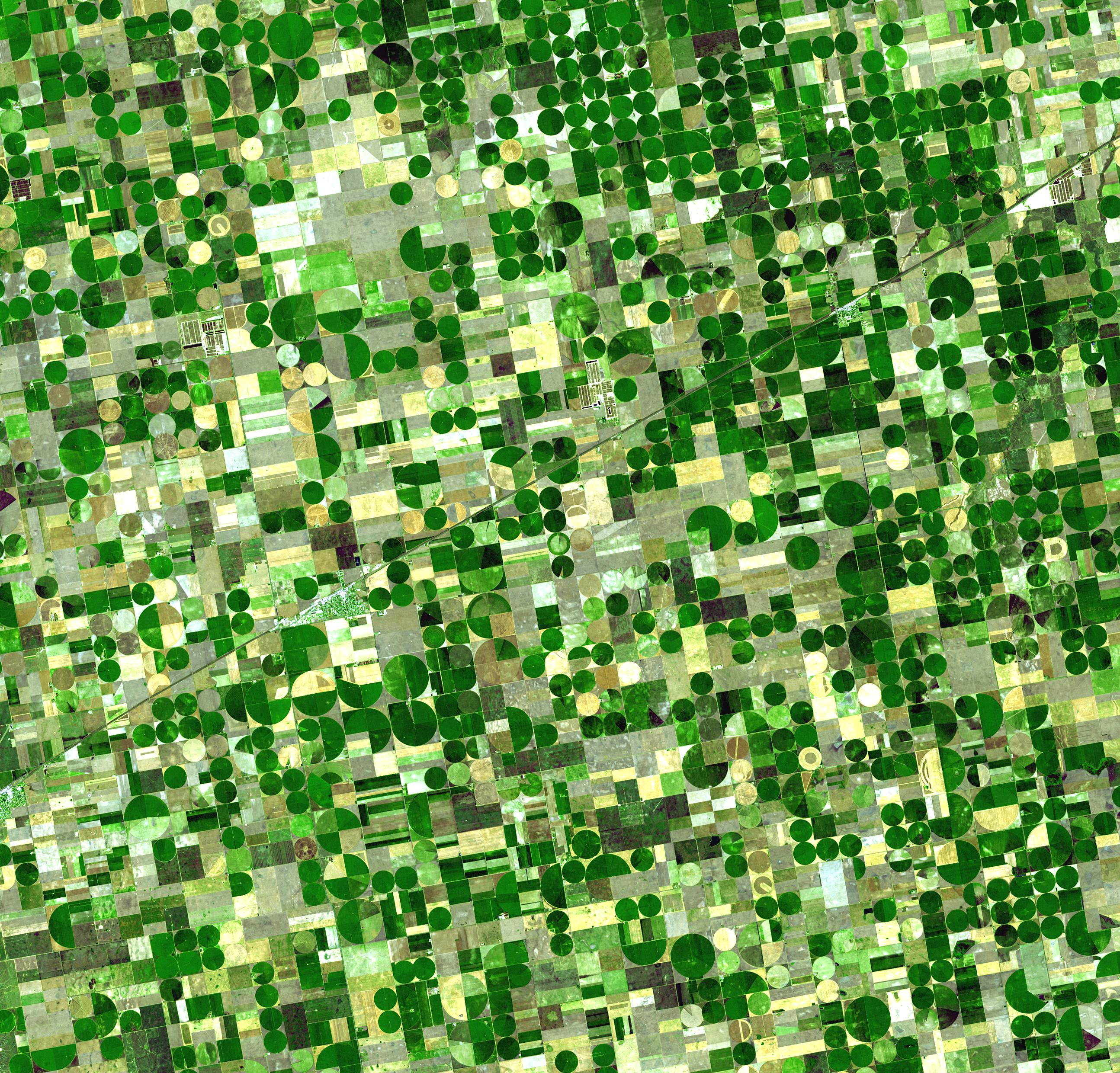
Imatge des de satèl·lit de cereals a Kansas, Estats Units. La seva forma circular és per emprar un sistema d'aspersor amb pivot central. Els cercles fan entre 800 i 1600 m de diàmetre.

### Sistema tradicional

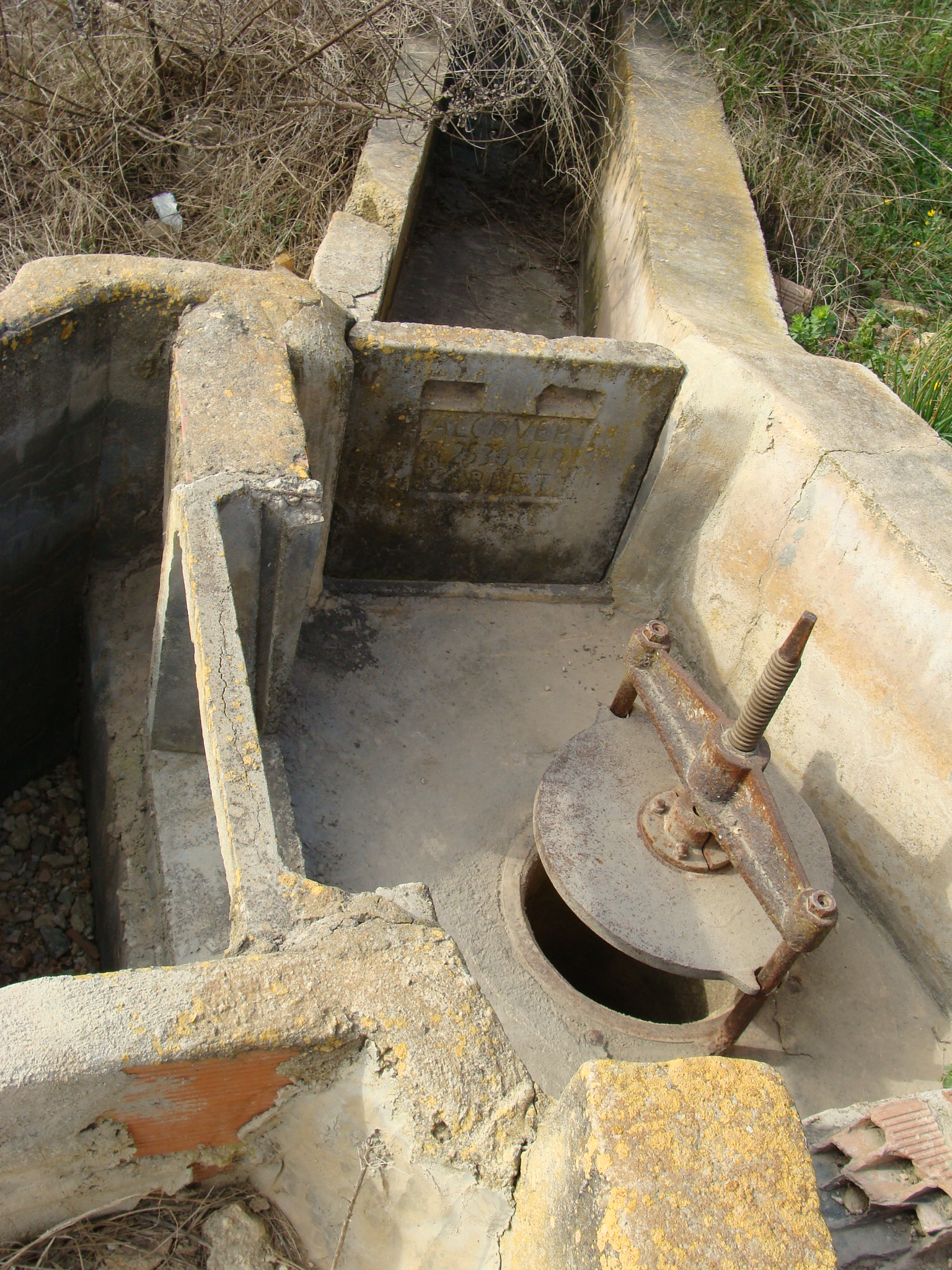
Sistema de reg ja abandonat a Catadau i Carlet (País Valencià). Consta de séquies i comportes (estalladors) per a la distribució. L'aigua venia per bombament des d'un pou, actualment substituït per un sistema gota a gota.

### Nous sistemes

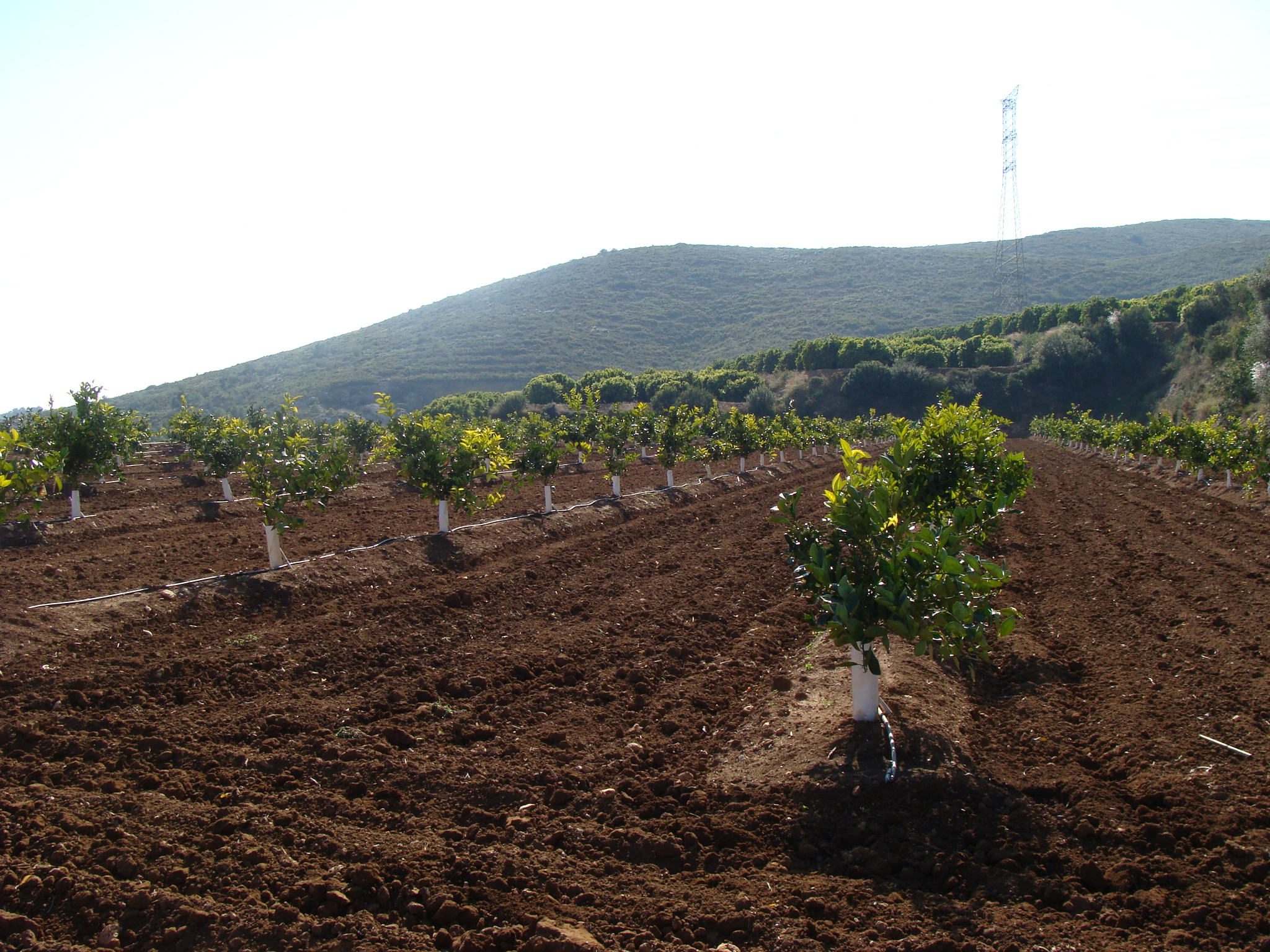
Parcel·la de tarongers joves que combina el sistema tradicional de reg amb el sistema gota a gota.

### A manta

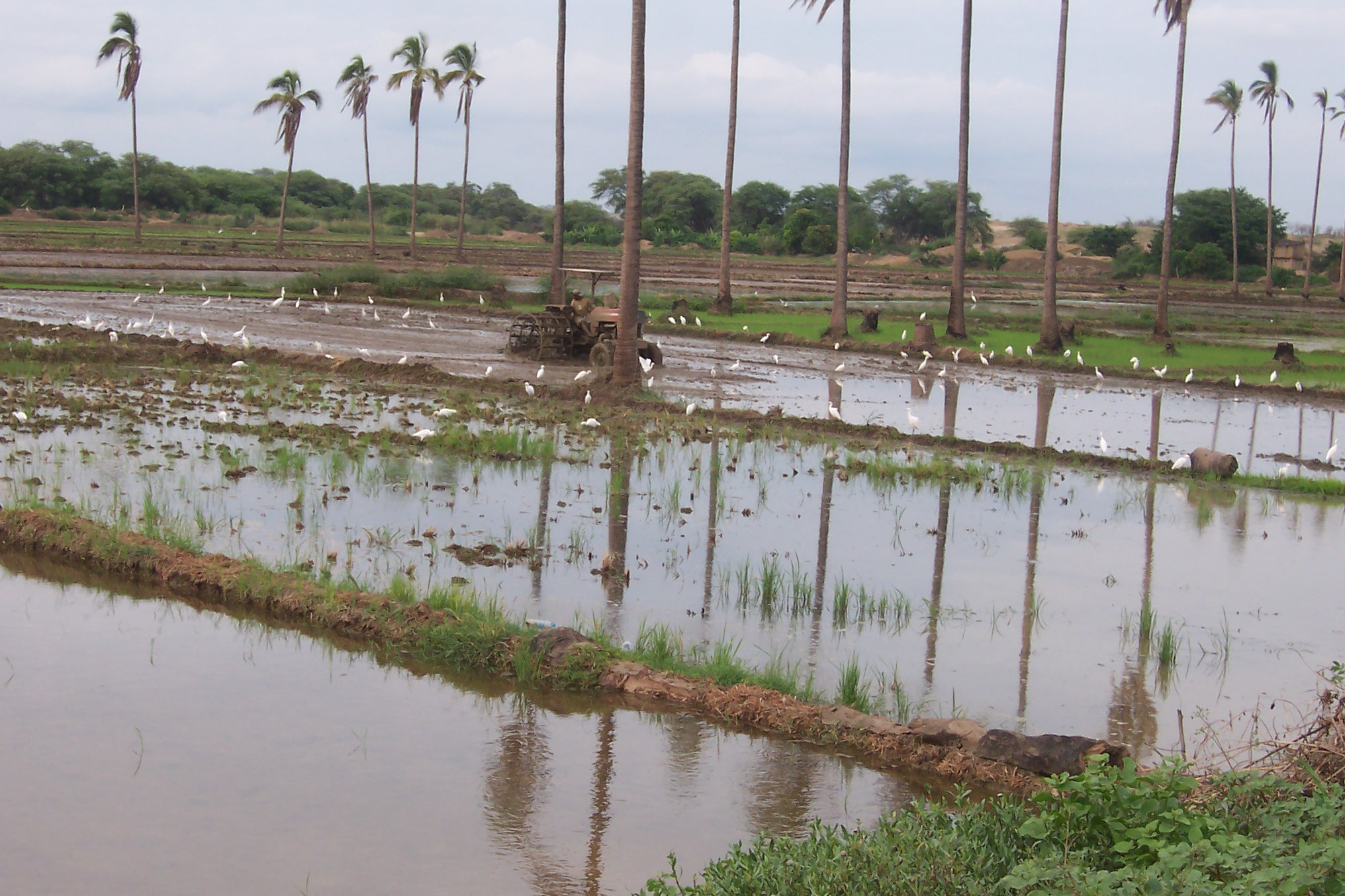
Reg d'un arrossar per inundació (reg a manta)

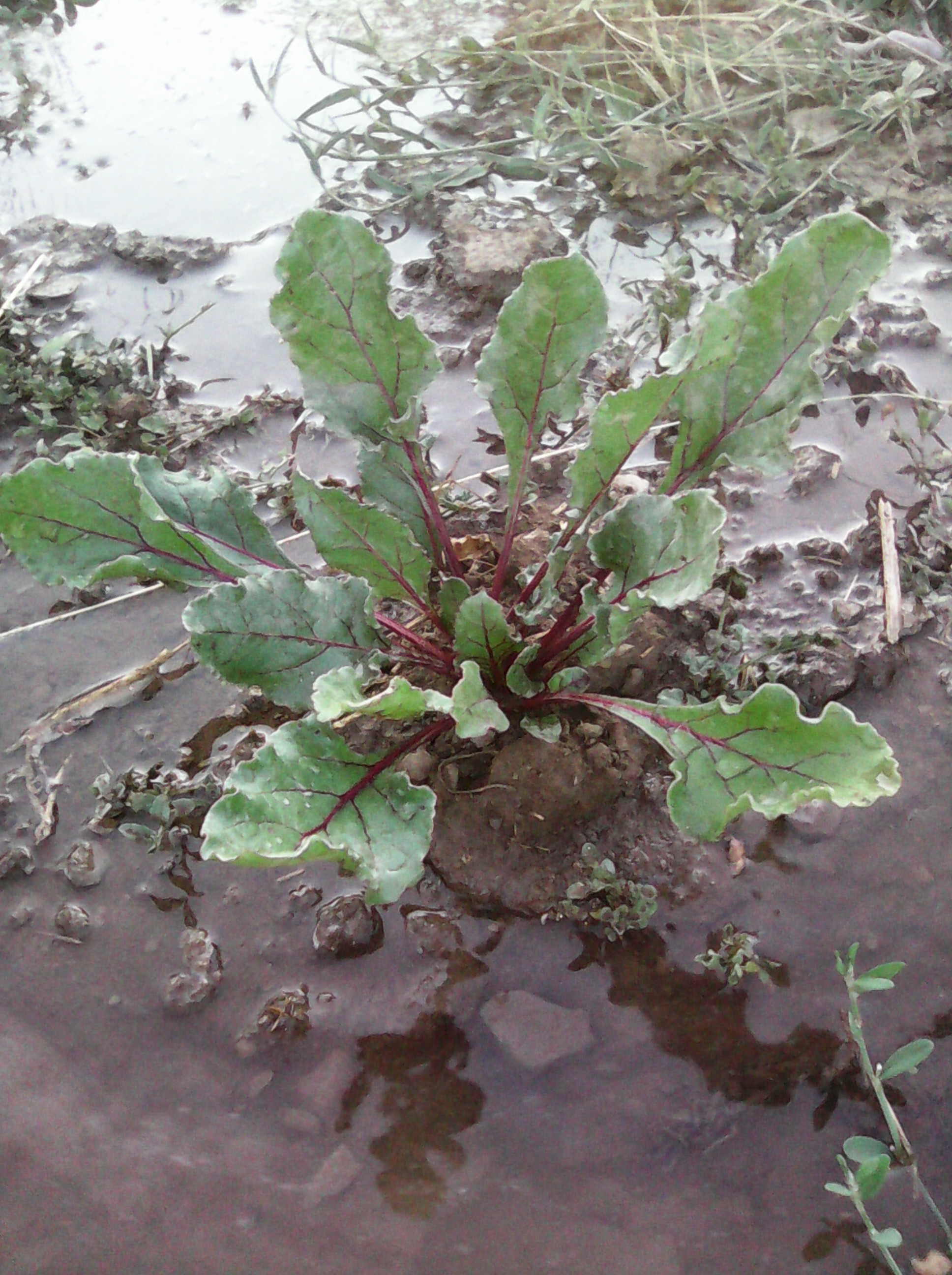
Remolatxa regada a manta

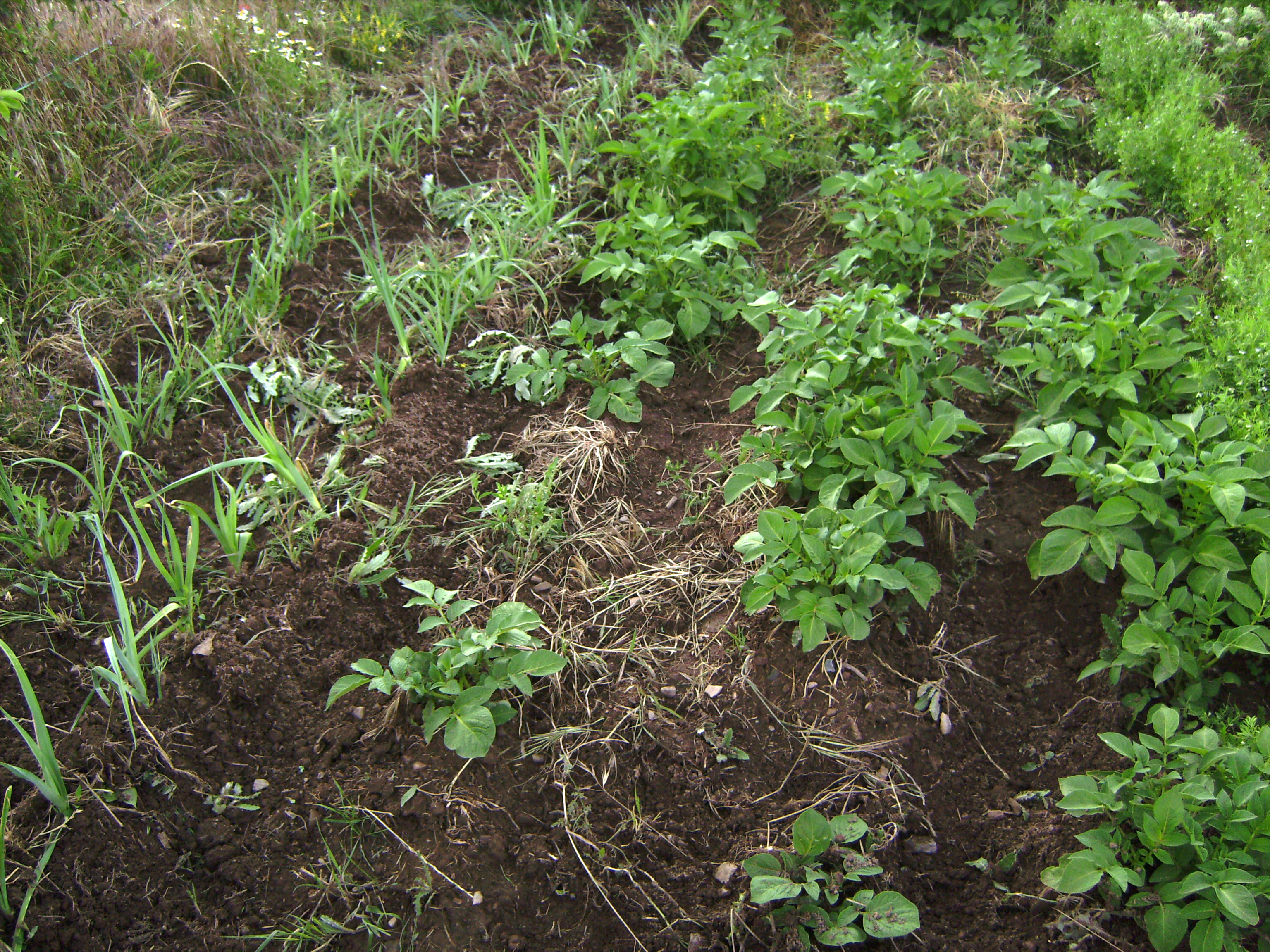
Hort amb porros i patateres regat per solcs

### Degoteig

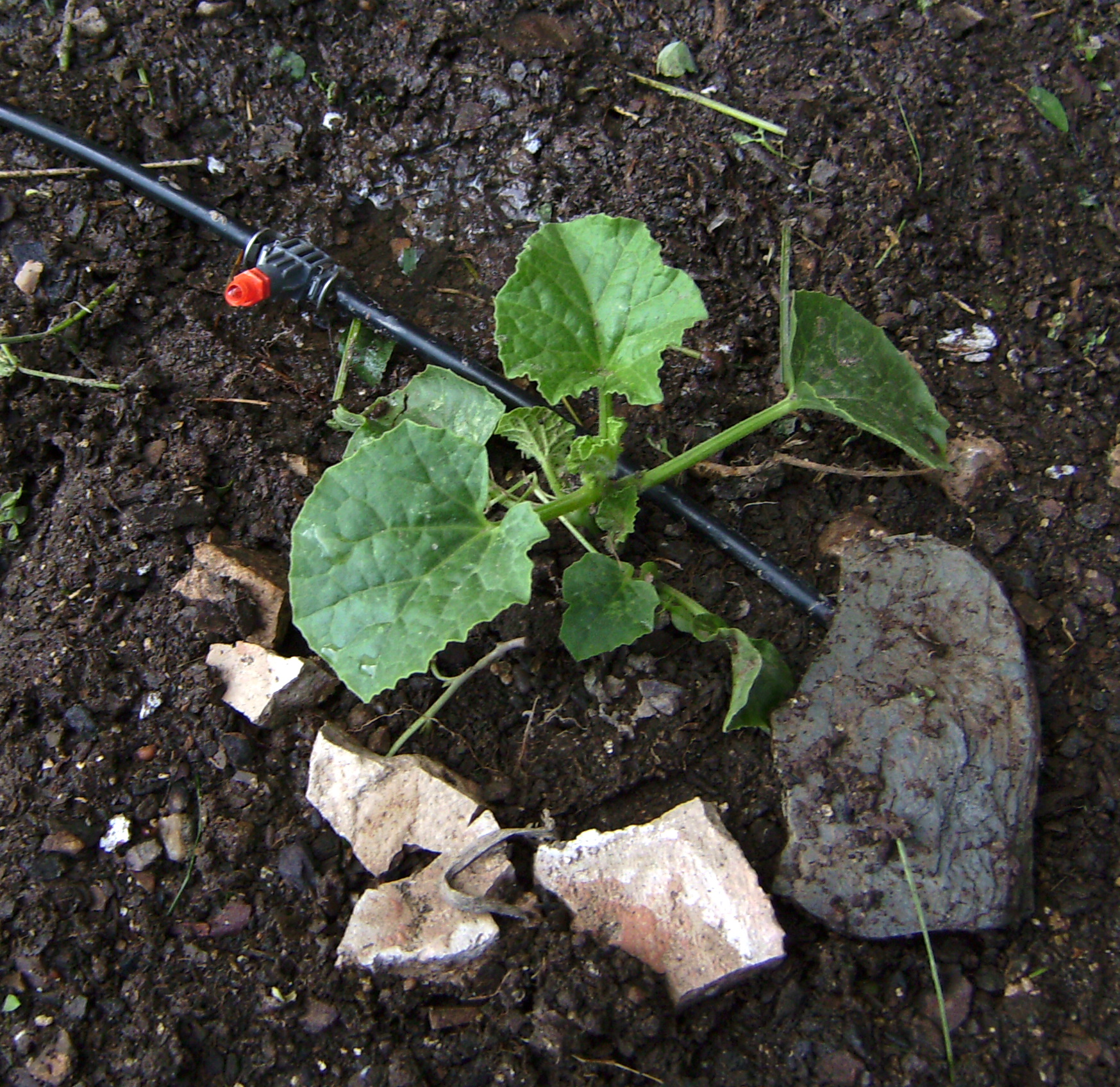
Degoteig en una melonera

### Reg per exsudació

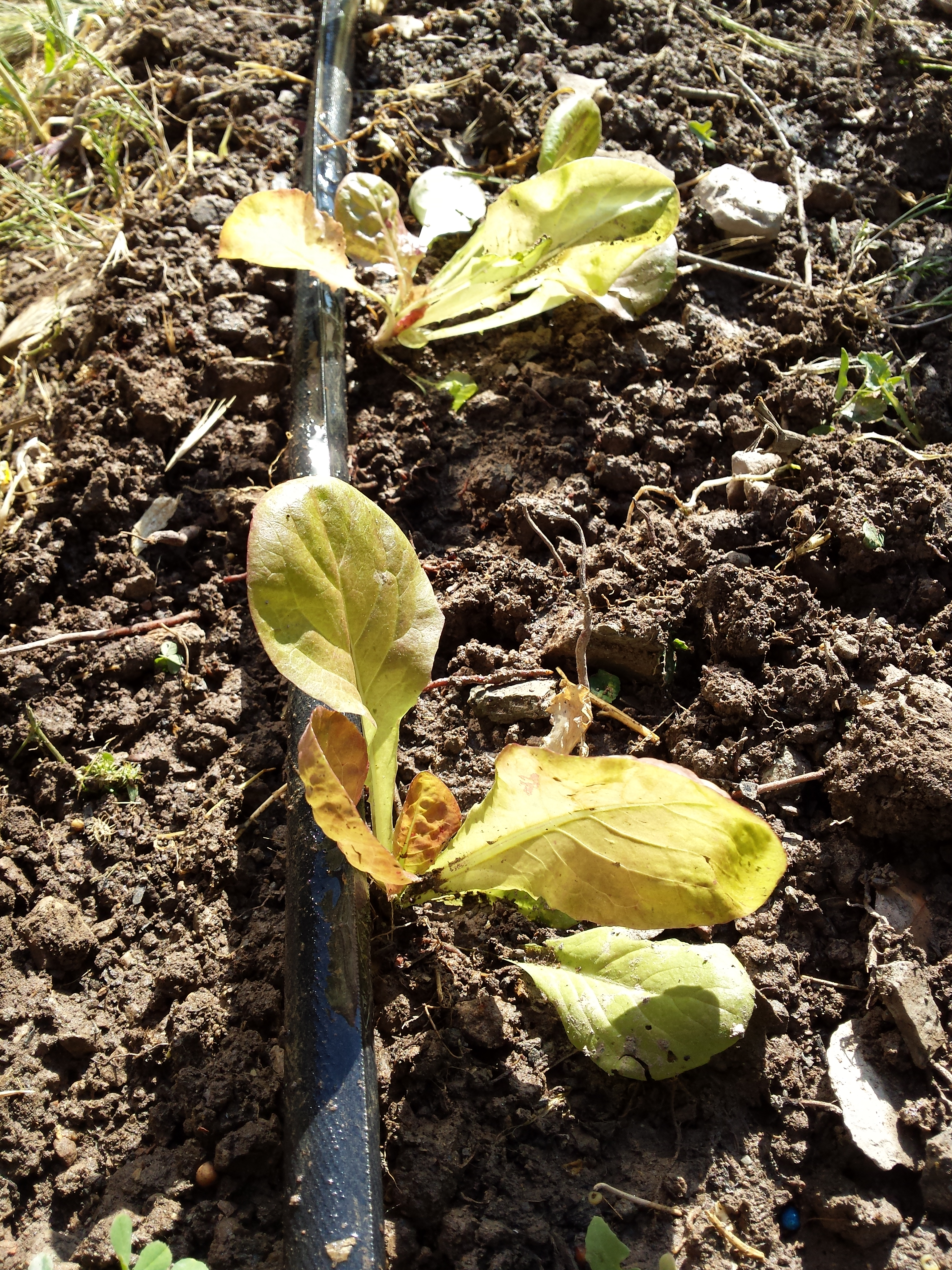
Tub exsudant que rega dos enciams tot just trasplantats

## Història del reg

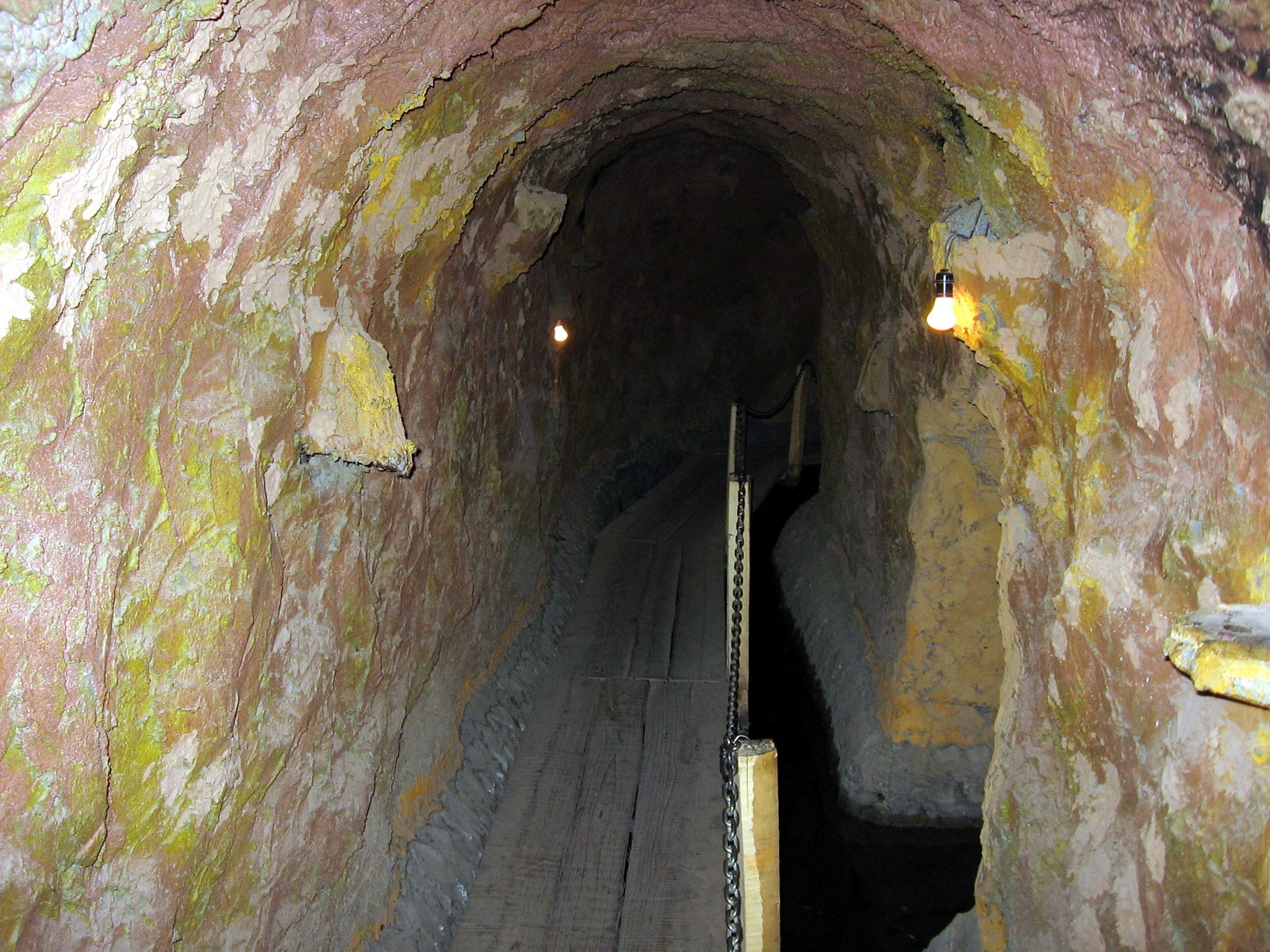
Interior d'un sistema d'irrigació amb túnels a Turpan, Xina

## Inconvenients de la irrigació

1. Pel reg l'aigua s'infiltra i deixa anar les sals 2. per acció del sol s'evapora l'aigua i la sal puja a la superfície 3. Es fa una crostra de sal superficial